# ポッジョマリーノ
ポッジョマリーノ（イタリア語: Poggiomarino）は、イタリア共和国カンパニア州ナポリ県にある、人口約2万2000人の基礎自治体（コムーネ）。

## 地理

### 位置・広がり
ナポリ県東部のコムーネ。県都ナポリから東南東へ23kmの距離にある。

#### 隣接コムーネ
隣接するコムーネは以下の通り。
- ボスコレアーレ
- パルマ・カンパーニア
- サン・ジュゼッペ・ヴェズヴィアーノ
- サン・ヴァレンティーノ・トーリオ (SA)
- スカファーティ (SA)
- ストリアーノ
- テルツィーニョ